# Novogrygorivka
 (octobre 2022).
Novogrygorivka (en ukrainien : Новогригорівка) est un village situé dans le raïon de Beryslav, lui même situé dans l’oblast de Kherson, en Ukraine.

## Historique
Lors de l’invasion de l’Ukraine par la Russie, le 5 octobre 2022, Volodymyr Zelensky annonce que Novogrygorivka a été repris par les forces armées de l’Ukraine à l'armée russe, alors mises en difficulté par la contre-offensive de Kherson,.